# シルクレーシング
有限会社シルクレーシング（Silk Racing Co.Ltd）は、日本中央競馬会に馬主登録をしているクラブ法人である。愛馬会法人「シルクホースクラブ」より匿名組合契約に基づく競走馬の現物出資を受けて、中央競馬などの競走に出走させている。 
勝負服の柄は、水色、赤玉霰、袖赤一本輪、冠名は特に用いないが、 かつては「シルク」「シルキー」を使用していた。2013年までの名称は「有限会社シルク」。代表者の米本昌史は吉田勝己の娘婿で、元不動産開発業であった。

## 歴史

### 沿革
- 1985年（昭和60年） - クラブ法人有限会社シルクとして創業[2][3]
- 1995年（平成07年） - 500口募集を開始[3]
- 2003年（平成15年） - 阿部幸也が社長に就任[4]
- 2010年（平成22年） - 金融庁の指導により、未出走・未勝利馬に対する補償制度を廃止[4]
- 2011年（平成23年） - ノーザンファームと提携[3]
- 2014年（平成26年） - 法人名を有限会社シルクレーシングに改称[2]、代表を阿部善武から米本昌史に変更[5]。

### 創業
創業家である阿部家は福島県伊達郡霊山町（現在の伊達市霊山町）で絹糸などを生産する阿部製糸株式会社を営んでいた。有限会社シルクは福島馬主協会の会員、有限会社シルク前代表の阿部善武は福島馬主協会の役員である（2019年8月現在）。
阿部製糸経営者の阿部善男は古くからサラブレッドのオーナーをしており、バリシニコフ（1982年オータムスプリントS優勝、種牡馬  ）、キッポウシ（1986年カブトヤマ記念優勝 ）、フレンチパッサー（1991年紅梅賞優勝  ）、マチエール（中央4勝  ）などの馬主である。阿部善武はペガサス（1992年新潟3歳SGIII、1993年福島記念GIII優勝  ）、ルミネッセンス（1997年ターコイズS優勝  ）の兄妹やスギノハヤカゼ（1996CBC賞GII・1997年スワンSGIIほか優勝  ）のオーナーである。
福島県伊達郡桑折町には大正時代に創業の資生園早田牧場があり、その経営者である早田家の主治医は阿部家の人物だった。その縁で、早田牧場が北海道新冠町に進出するにあたり、阿部家も支援した。上述のフレンチパッサー、ペガサス、ルミネッセンスは早田牧場新冠支場の生産馬である。クラブ法人としての有限会社シルクは、1985年（昭和60年）に創業した。クラブ名や競走馬の冠名となる「シルク」という語は、阿部製糸が絹糸生産をしていたことから選んだ。翌1986年（昭和61年）には早田牧場を代表する繁殖牝馬モミジの産駒ロイヤルシルキーが重賞クイーンステークスGIIIを制し、クラブにとっても早田牧場にとっても初めての重賞勝ち馬となった。
以後、1997年（平成9年）に早田牧場新冠支場生産馬のシルクジャスティスが有馬記念に優勝し、GI競走初勝利を果たす。さらに2000年（平成12年）にも早田牧場新冠支場産のシルクプリマドンナが優駿牝馬に勝って、GI競走2勝目となった。
この間、クラブ法人でも変革が行われた。1995年（平成7年）から募集口数を500口に拡大し、募集用のビデオやカラーパンフレットを作成した。その初年度募集馬からシルクジャスティスが出て有馬記念に勝った。これ以前には会員数は200名程度だったのが、2000年（平成12年）にシルクプリマドンナが優駿牝馬に優勝する頃には会員数16,000人にまで成長していた。

### 苦難
しかし、その頃すでに早田牧場の経営が危機に瀕していた。1999年（平成11年）に福島県天栄村に開設した育成牧場天栄ホースパークの巨額の建設資金などの多くの負債を抱えており、日本経済の景気悪化やライバルの社台グループが導入したサンデーサイレンスの大成功などにも圧されて経営が悪化、2002年（平成14年）に破産宣告を受け経営破綻した。
これに先立つ2001年（平成13年）には、グラスワンダーの馬主として知られる福島県の伊東純一・半沢一磨と共同で、早田牧場支援のため天栄ホースパークを買収した。以後、シルクの馬は天栄で育成・調教を行うようになった。
しかしクラブの成績は悪化し、会員数も減少していった。この時期、倒産した早田牧場から購入した最後の世代であるシルクフェイマスが数年に渡ってトップクラスの競走馬として活躍、GII競走を3勝し、GI競走でも宝塚記念2着、有馬記念や天皇賞（春）で3着になるなど4億7000万円あまりを稼ぎ、クラブの経営を支えたという。
クラブでは2003年（平成15年）に阿部幸也を代表に据えて改革に乗り出した。楽天競馬と提携したり、北海道のばんえい競馬にも進出するなどの試行錯誤を行った（ばんえい競馬は後に撤退）。
しかし、2010年に金融庁の指導で、それまで行われてきたクラブ会員への補償制度が撤廃されることになり、クラブを苦境に追いやった。この補償制度は、クラブ会員が出資した競走馬が未出走や未勝利のまま引退した場合に、出資金の一部を還元し、次の競走馬出資に充当できる制度だった。この制度はクラブ会員にとってはリスク軽減になるし、クラブ法人側にとっても会員離れを防ぐメリットがあった。しかし、共同馬主制度（クラブ法人馬主）は法律上投資ファンドの枠組みで成り立っており、金融商品取引法の規制を受ける。金融庁は未出走・未勝利馬の補償制度を、金融商品取引法で禁じられている「損失補填」にあたるとしたのである。全てのクラブ法人は補償制度を廃止せざるを得なくなり、結果として会員募集がさらに困難になった。
さらに追い打ちをかけたのが翌2011年（平成23年）の東日本大震災である。地震による直接的被害として天栄ホースパークの調教用坂路コースが破壊され、さらに福島第一原子力発電所事故の放射線の影響で、ここに競走馬を預託するのを忌避されるようになった。当時、天栄ホースパークには約260の馬房があり、そのうち160室で外部からの競走馬預託を受け入れていたが、これが立ち行かなくなってしまった。

### 転機
クラブではこの年、天栄ホースパークをノーザンファームに売却、かつての早田牧場のライバルだった社台グループとの提携強化に踏み切った。社台グループとは、早田牧場の破綻後から関係を築いており、クラブ募集馬として2008年から白老ファーム生産馬を購買していた。
こうして2011年から天栄ホースパークはノーザンファーム天栄となった。この年からはクラブ募集馬の主力がノーザンファーム生産馬となり、クラブは社台グループとの結びつきを一気に深めたのだった。これはクラブ運営には大きなインパクトとなり、会員数は激増した。
この2011年のノーザンファーム提携初年度の募集馬からすぐにG1優勝馬が出た。2012年阪神ジュベナイルフィリーズG1を勝ったローブティサージュである  。クラブにとってはシルクプリマドンナ以来12年ぶりのG1競走優勝となった。

### 「アベノシルク」
クラブはさらに様々な改革を行った。この一連の改革は、「アベノミクス」をもじって「アベノシルク」と呼ばれているという。手数料を引き下げて会員への賞金配分率を高めたり、優勝時の厩舎への祝儀金を廃止するなどして、会員への配当額の増加を図った。福島を本拠としていたクラブ法人の東京移転もその一環である。2013年には会員のための「ラウンジ」（赤坂オフィス・ラウンジ）を開設した。
2014年（平成26年）に法人名を有限会社シルクレーシングに改称、代表を阿部善武から米本昌史に変更した。米本は2012年にノーザンファームに入社し、2013年からシルクレーシング取締役を務めていた。
この間、クラブの成績は右肩上がりに上昇、2012年40勝（獲得賞金による馬主順位9位）、2013年48勝（11位）、2014年78勝（6位）、2015年66勝（5位）、2016年96勝（4位）とし、2017年（平成29年）には年間102勝（JRA99勝、地方3勝。4位）をあげ、過去最多勝利。2018年には所有馬アーモンドアイが牝馬三冠を達成、JRA賞年度代表馬にも選出された。

## 主な所有馬
- 重賞勝ち馬（シルクR所有馬として、ファンド解散後の地方転厩などで名義変更されて以降の勝ち鞍は除く）または総賞金1億円以上の馬。

|     | 馬名               | 生年 | 性   | 出 走 | 勝 利 | 総賞金 (万円) | 重賞勝鞍（年・格） | その他戦績                                                  | 出典                               |
| --- | ------------------ | ---- | ---- | ----- | ----- | ------------- | --- | ----------------------------------------------------------- | ---------------------------------- |
| 230 | ロイヤルシルキー   | 1983 | 牝   | 22    | 3     | 007,516       | 1986年クイーンSGIII | エリザベス女王杯GI3着                                       | [ 23 ] [ 24 ]                      |
| 230 | シルクグレイッシュ | 1991 | 牝   | 16    | 4     | 008,036       | 1994年福島記念GIII |                                                             | [ 25 ] [ 26 ]                      |
| 220 | シルクフェニックス | 1993 | 牝   | 25    | 5     | 017,650       | 1997・98年エンプレス杯GII |                                                             | [ 27 ] [ 28 ]                      |
| 400 | シルクライトニング | 1994 | 牡   | 16    | 2     | 009,490       | 1997年若葉SOP | 皐月賞GI2着                                                 | [ 29 ] [ 30 ]                      |
| 210 | シルクジャスティス | 1994 | 牡   | 27    | 5     | 045,797       | 1997年有馬記念GI 1997年京都大賞典GII 1997年京都4歳特別GIII | 東京優駿GI2着                                               | [ 31 ] [ 32 ]                      |
| 400 | シルクガーディアン | 1996 | 牡   | 47    | 5     | 009,105       | 1999年ラジオたんぱ賞GIII |                                                             | [ 33 ] [ 34 ]                      |
| 210 | シルクプリマドンナ | 1997 | 牝   | 15    | 3     | 020,642       | 2000年優駿牝馬GI | 桜花賞GI3着                                                 | [ 35 ] [ 36 ]                      |
| 220 | シルクフェイマス   | 1999 | 牡   | 43    | 9     | 047,391       | 2004年日経新春杯GII 2004年京都記念GII 2006年AJCCGII | 天皇賞(春)G13着 宝塚記念G12着                               | [ 37 ] [ 38 ]                      |
| 220 | シルクブラボー     | 2000 | 牡   | 13    | 3     | 006,714       | 2002年デイリー杯2歳SGII |                                                             | [ 39 ] [ 40 ]                      |
| 400 | シルキーラグーン   | 2000 | 牝   | 24    | 7     | 015,467       | 2004・05年オーシャンSOP |                                                             | [ 41 ] [ 42 ]                      |
| 120 | シルクメビウス     | 2006 | 牡   | 28    | 8     | 030,731       | 2010年東海SG2 2010年ブリーダーズGCJpnII 2009年ユニコーンSG3 | ジャパンDDJpnI2着 ジャパンCダートG12着 JBCクラシックJpnI2着 | [ 43 ] [ 44 ]                      |
| 130 | シルクフォーチュン | 2006 | 牡   | 46    | 8     | 029,157       | 2011年プロキオンSG3 2012年根岸SG3 2012年カペラSG3 | フェブラリーSG12着 マイルCS南部杯JpnI3着                    | [ 45 ] [ 46 ]                      |
| 110 | ローブティサージュ | 2010 | 牝   | 20    | 3     | 017,231       | 2012年阪神JFG1 2014年キーンランドCG3 |                                                             | [ 47 ] [ 48 ] [ 49 ]               |
| 120 | ラストインパクト   | 2010 | 牡   | 36    | 7     | 044,358       | 2014年金鯱賞G2 2014年京都大賞典G2 2014年小倉大賞典G3 | ジャパンCG12着 ドバイシーマクラシックG12着                  | [ 50 ] [ 51 ] [ 52 ]               |
| 130 | シャトーブランシュ | 2010 | 牝   | 25    | 4     | 012,032       | 2015年マーメイドSG3 |                                                             | [ 53 ] [ 54 ] [ 55 ] [ 56 ]        |
| 130 | プレストウィック   | 2011 | 牡   | 36    | 6     | 014,816       | 2017年丹頂SOP |                                                             | [ 57 ] [ 58 ] [ 59 ]               |
| 130 | ブライトエンブレム | 2012 | 牡   | 14    | 2     | 007,555       | 2014年札幌2歳SG3 |                                                             | [ 60 ] [ 61 ] [ 59 ]               |
| 130 | グランシルク       | 2012 | 牡   | 24    | 5     | 020,437       | 2017年京成杯AHG3 |                                                             | [ 62 ] [ 63 ] [ 64 ]               |
| 130 | モンドインテロ     | 2012 | 牡   | 30    | 8     | 025,884       | 2019年ステイヤーズSG2 |                                                             | [ 65 ] [ 66 ]                      |
| 120 | グレンツェント     | 2013 | 牡   | 43    | 11    | 029,761       | 2017年東海SG2 2016年レパードSG3 2020年川崎マイラーズSIII 2020年スパーキングサマーカップSIII                                                                             |                                                             | [ 67 ] [ 68 ] [ 59 ] [ 69 ]        |
| 130 | ゼーヴィント       | 2013 | 牡   | 13    | 4     | 016,384       | 2017年七夕賞G3 2016年ラジオNIKKEI賞G3 |                                                             | [ 70 ] [ 71 ] [ 72 ] [ 73 ] [ 74 ] |
| 130 | ヒーズインラブ     | 2013 | 牡   | 35    | 8     | 013,986       | 2018年ダービー卿CTG3 |                                                             | [ 75 ] [ 76 ] [ 77 ]               |
| 130 | ストロングタイタン | 2013 | 牡   | 27    | 7     | 017,327       | 2018年鳴尾記念G3 |                                                             | [ 78 ] [ 79 ]                      |
| 130 | セダブリランテス   | 2014 | 牡   | 11    | 5     | 013,780       | 2018年中山金杯G3 2017年ラジオNIKKEI賞G3 |                                                             | [ 80 ] [ 81 ] [ 82 ]               |
| 001 | アーモンドアイ     | 2015 | 牝   | 15    | 11    | 191,526       | 2018年桜花賞G1 2018年優駿牝馬G1 2018年秋華賞G1 2018・20年ジャパンカップG1 2019年ドバイターフG1 2019・20年天皇賞（秋）G1 2020年ヴィクトリアマイルG1 2018年シンザン記念G3 | 安田記念G12着・3着                                          | [ 83 ] [ 84 ]                      |
| 130 | プリモシーン       | 2015 | 牝   | 19    | 4     | 020,600       | 2018年関屋記念G3 2018年フェアリーSG3 2020年東京新聞杯G3 | ヴィクトリアマイルG12着                                     | [ 85 ] [ 86 ]                      |
| 002 | ブラストワンピース | 2015 | 牡   | 18    | 7     | 058,942       | 2018年有馬記念G1 2019年札幌記念G2 2020年AJCCG2 2018年新潟記念G3 2018年毎日杯G3                                                                                          |                                                             | [ 87 ] [ 88 ]                      |
| 120 | グローリーヴェイズ | 2015 | 牡   | 20    | 6     | 029,182       | 2019・21年香港ヴァーズG1 2019年日経新春杯G2 2020年京都大賞典G2 | 天皇賞（春）G12着 QE2世CG12着                               | [ 89 ] [ 90 ]                      |
| 110 | インディチャンプ   | 2015 | 牡   | 23    | 8     | 061,504       | 2019年安田記念G1 2019年マイルCSG1 2020年マイラーズCG2 2019年東京新聞杯G3                                                                                                | 安田記念G13着 マイルCS2着 高松宮記念G13着                   | [ 91 ] [ 92 ]                      |
| 300 | プロミストリープ   | 2015 | 牝   | 5     | 3     | 004,120       | 2018年桜花賞SI | 東京プリンセス賞(SI)2着                                     | [ 93 ] [ 94 ]                      |
| 300 | ダイアトニック     | 2015 | 牡   | 26    | 10    | 046,043       | 2019・22年スワンSG2 2020年函館スプリントSG3 2022年阪急杯G3 2022年阪神カップG2                                                                                           | 高松宮記念G13着                                             | [ 95 ] [ 96 ]                      |
| 300 | サラキア           | 2015 | 牝   | 20    | 4     | 035,068       | 2020年府中牝馬SG2 | エリザベス女王杯G12着 有馬記念G12着                         | [ 97 ] [ 98 ]                      |
| 120 | ウィクトーリア     | 2016 | 牝   | 7     | 3     | 009,859       | 2019年フローラSG2 |                                                             | [ 99 ] [ 100 ]                     |
| 300 | ディアンドル       | 2016 | 牝   | 21    | 6     | 017,988       | 2019年葵SL 2021年福島牝馬SG3 |                                                             | [ 101 ] [ 102 ]                    |
| 300 | グランデストラーダ | 2016 | 牝   | 20    | 5     | 005,024       | 2021年秋桜賞SPI |                                                             | [ 103 ] [ 104 ]                    |
| 300 | ヒンドゥタイムズ   | 2016 | セン | 24    | 6     | 020,568       | 2023年小倉大賞典G3 |                                                             | [ 105 ] [ 106 ]                    |
| 300 | サリオス           | 2017 | 牡   | 15    | 5     | 049,548       | 2019年朝日杯FSG1 2020・22年毎日王冠G2 2019年サウジアラビアRCG3 | 皐月賞G12着 東京優駿G12着 香港マイルG13着 安田記念G13着     | [ 107 ] [ 108 ]                    |
| 300 | リアアメリア       | 2017 | 牝   | 17    | 3     | 011,229       | 2020年ローズSG2 2019年アルテミスSG3 |                                                             | [ 109 ] [ 110 ]                    |
| 300 | ギルデッドミラー   | 2017 | 牝   | 22    | 4     | 018,239       | 2022年武蔵野SG3 |                                                             | [ 111 ] [ 112 ]                    |
| 300 | プロミストウォリア | 2017 | 牡   | 11    | 6     | 014,533       | 2023年東海SG2 2023年アンタレスSG3 |                                                             | [ 113 ] [ 114 ]                    |
| 300 | オーソリティ       | 2017 | 牡   | 14    | 6     | 052,565       | 2020年青葉賞G2 2020・21年アルゼンチン共和国杯G2 2022年ネオムターフCG3                                                                                                   | ジャパンカップG12着 ドバイSCG13着                           | [ 115 ] [ 116 ]                    |
| 300 | ラウダシオン       | 2017 | 牡   | 25    | 5     | 026,956       | 2020年NHKマイルCG1 2021年京王杯SCG2 |                                                             | [ 117 ] [ 118 ]                    |
| 300 | テルツェット       | 2017 | 牝   | 13    | 7     | 017,256       | 2021年ダービー卿CTG3 2021・22年クイーンSG3 |                                                             | [ 119 ] [ 120 ]                    |
| 220 | ヴェルテックス     | 2017 | 牡   | 現役  | 6     | 013,450       | 2021年名古屋グランプリJpnII |                                                             | [ 121 ] [ 122 ]                    |
| 300 | シェダル           | 2017 | 牡   | 19    | 10    | 008,484       | 2022年摂津盃重賞I |                                                             | [ 123 ] [ 124 ]                    |
| 210 | ピクシーナイト     | 2018 | 牡   | 14    | 3     | 022,764       | 2021年スプリンターズSG1 2021年シンザン記念G3 |                                                             | [ 125 ] [ 126 ]                    |
| 300 | クールキャット     | 2018 | 牝   | 13    | 2     | 007,019       | 2021年フローラSG2 |                                                             | [ 127 ] [ 128 ]                    |
| 300 | ヴァイスメテオール | 2018 | 牡   | 8     | 4     | 006,517       | 2021年ラジオNIKKEI賞G3 |                                                             | [ 129 ] [ 130 ]                    |
| 300 | アリーヴォ         | 2018 | 牡   | 12    | 5     | 014,711       | 2022年小倉大賞典G3 | 大阪杯G13着                                                 | [ 131 ] [ 132 ]                    |
| 300 | アナザーリリック   | 2018 | 牝   | 14    | 4     | 009,055       | 2022年福島牝馬SG3 |                                                             | [ 133 ] [ 134 ]                    |
| 300 | アヴェラーレ       | 2018 | 牝   | 17    | 5     | 013,035       | 2023年関屋記念G3 |                                                             | [ 135 ] [ 136 ]                    |
| 110 | イクイノックス     | 2019 | 牡   | 10    | 8     | 221,544       | 2021年東京スポーツ杯2歳SG2 2022・23年天皇賞（秋）G1 2022年有馬記念G1 2023年ドバイシーマクラシックG1 2023年宝塚記念G1 2023年ジャパンカップG1                             | 皐月賞G12着 東京優駿G12着                                   | [ 137 ] [ 138 ]                    |
| 130 | ピースオブエイト   | 2019 | セン | 11    | 4     | 010,104       | 2022年毎日杯G3 |                                                             | [ 139 ] [ 140 ]                    |
| 130 | エピファニー       | 2019 | 牡   | 現役  | 6     | 015,561       | 2024年小倉大賞典G3 |                                                             | [ 141 ] [ 142 ]                    |
| 130 | シンティレーション | 2019 | 牝   | 17    | 5     | 013,312       | 2025年小倉牝馬SG3 |                                                             | [ 143 ] [ 144 ]                    |
| 130 | ミアネーロ         | 2021 | 牝   | 現役  | 2     | 006,796       | 2024年フラワーCG3 |                                                             | [ 145 ] [ 146 ]                    |
| 210 | アマンテビアンコ   | 2021 | 牡   | 現役  | 3     | 008,330       | 2024年羽田盃JpnI |                                                             | [ 147 ] [ 148 ]                    |
| 110 | アーバンシック     | 2021 | 牡   | 現役  | 4     | 036,761       | 2024年セントライト記念G2 2024年菊花賞G1 |                                                             | [ 149 ]                            |
| 120 | サフィラ           | 2021 | 牝   | 現役  | 3     | 01,0414       | 2025年阪神牝馬SG2 |                                                             | [ 150 ]                            |
| 110 | エンブロイダリー   | 2022 | 牝   | 現役  | 4     | 022,455       | 2025年クイーンカップG3 2025年桜花賞G1 |                                                             | [ 151 ]                            |
| 120 | エネルジコ         | 2022 | 牡   | 現役  | 3     | 001,858       | 2025年青葉賞G3 |                                                             | [ 152 ]                            |

### クラブ競走馬の戦績
- 1986年
  - 09月 - ロイヤルシルキーがクイーンSに勝ち、クラブ初重賞制覇。
- 1997年
  - 12月 - シルクジャスティスが有馬記念優勝、クラブG1初制覇。
- 2000年
  - 05月 - シルクプリマドンナが優駿牝馬優勝、クラブ初のクラシック競走制覇。
- 2018年
  - 04月 - アーモンドアイが桜花賞G1優勝。クラブのG1優勝は6年ぶり[2]。
  - 04月 - プレストウィックがオーストラリアロイヤルランドウィック競馬場のシドニーカップG1に遠征するが、出走直前に取消。故障により競走能力喪失と診断された。
  - 10月 - アーモンドアイが牝馬三冠を達成。
  - 11月 - アーモンドアイがジャパンカップをレコード勝ち。この年の年度代表馬に選出。
- 2019年
  - 03月 - アーモンドアイがドバイターフ優勝。クラブ初の海外G1制覇。
  - 11月 - インディチャンプが春秋マイル制覇。
- 2020年  - アーモンドアイがこの年の年度代表馬に選出。
- 2022年  - イクイノックスがこの年の年度代表馬に選出。
- 2023年  - イクイノックスがこの年の年度代表馬並びにワールドベストレースホースに選出。
  - 03月 - イクイノックスがドバイシーマクラシック優勝。

## 主な表彰馬
JRA賞
- 年度代表馬

アーモンドアイ（2018年・2020年）、イクイノックス（2022年・2023年）
- 最優秀2歳牝馬

ローブティサージュ（2012年）
- 最優秀3歳牡馬

ブラストワンピース（2018年）、イクイノックス（2022年）
- 最優秀3歳牝馬

アーモンドアイ（2018年）
- 最優秀4歳以上牡馬

イクイノックス（2023年）
- 最優秀4歳以上牝馬

アーモンドアイ（2020年）
- 最優秀短距離馬

インディチャンプ（2019年）
JRA顕彰馬
アーモンドアイ（2023年選出）、イクイノックス（2025年選出）

## シルク・ホースクラブ（愛馬会法人）
代表者の米本晃子は、ノーザンファーム代表の吉田勝己の娘である。
募集馬はノーザンファーム及び白老ファーム生産馬が中心である。